# Olympische Sommerspiele 2012/Teilnehmer (Monaco)
| Gelbes Symbol für Goldmedaillen mit stilisierten Olympischen Ringen | Graues Symbol für Silbermedaillen mit stilisierten Olympischen Ringen | Braundes Symbol für Bronzemedaillen mit stilisierten Olympischen Ringen |
| ------------------------------------------------------------------- | --------------------------------------------------------------------- | ----------------------------------------------------------------------- |
| —                                                                   | —                                                                     | —                                                                       |

Monaco nahm in London an den Olympischen Spielen 2012 teil. Es war die insgesamt 19. Teilnahme an Olympischen Sommerspielen. Vom Comité Olympique Monégasque wurden insgesamt sechs Athleten in sechs Sportarten nominiert.
Fahnenträgerin bei der Eröffnungsfeier war die Schwimmerin Angélique Trinquier.

## Teilnehmer nach Sportarten

### Judo
| Männer        |                  |         |         |             |            |             |           |   |
| Yann Siccardi | Klasse bis 60 kg | Freilos | Freilos | A. Khousrof | 101 - 0012 | A. Galstjan | 000 - 100 | 9 |

### Leichtathletik
| Athleten   | Wettbewerb | Vorlauf         | Vorlauf | Halbfinale    | Halbfinale    | Finale        | Finale        | Rang |
| Athleten   | Wettbewerb | Zeit            | Rang    | Zeit          | Rang          | Zeit          | Rang          | Rang |
| ---------- | ---------- | --------------- | ------- | ------------- | ------------- | ------------- | ------------- | ---- |
| Männer     |            |                 |         |               |               |               |               |      |
| Brice Etès | 800 m      | disqualifiziert | −       | ausgeschieden | ausgeschieden | ausgeschieden | ausgeschieden | −    |

### Rudern
| Athleten        | Wettbewerb | Vorlauf     | Vorlauf | Hoffnungslauf | Hoffnungslauf | Viertelfinale | Viertelfinale | Halbfinale  | Halbfinale | Finale      | Finale | Rang |
| Athleten        | Wettbewerb | Zeit        | Rang    | Zeit          | Rang          | Zeit          | Rang          | Zeit        | Rang       | Zeit        | Rang   | Rang |
| --------------- | ---------- | ----------- | ------- | ------------- | ------------- | ------------- | ------------- | ----------- | ---------- | ----------- | ------ | ---- |
| Männer          |            |             |         |               |               |               |               |             |            |             |        |      |
| Mathias Raymond | Einer      | 6:58,60 min | 3       | –             | –             | 7:20,16 min   | 5             | 7:38,17 min | 3          | 7:36,35 min | 7      | 18   |

### Schwimmen
| Athleten            | Wettbewerb   | Vorlauf     | Vorlauf | Halbfinale    | Halbfinale    | Finale        | Finale        | Rang |
| Athleten            | Wettbewerb   | Zeit        | Rang    | Zeit          | Rang          | Zeit          | Rang          | Rang |
| ------------------- | ------------ | ----------- | ------- | ------------- | ------------- | ------------- | ------------- | ---- |
| Frauen              |              |             |         |               |               |               |               |      |
| Angélique Trinquier | 100 m Rücken | 1:10,79 min | 5       | ausgeschieden | ausgeschieden | ausgeschieden | ausgeschieden | 45   |

### Segeln
| Athleten              | Wettbewerb | Qualifikation | Qualifikation | Medal Race    | Medal Race    | Punkte | Rang |
| Athleten              | Wettbewerb | Punkte        | Rang          | Punkte        | Rang          | Punkte | Rang |
| --------------------- | ---------- | ------------- | ------------- | ------------- | ------------- | ------ | ---- |
| Männer                |            |               |               |               |               |        |      |
| Damien Desprat-Lerale | Laser      | 145           | 17            | ausgeschieden | ausgeschieden | 145    | 17   |

### Triathlon
| Athleten    | Wettbewerb | Zeit      | Rang |
| ----------- | ---------- | --------- | ---- |
| Männer      |            |           |      |
| Hervé Banti | Einzel     | 1:52:42 h | 49   |